# Jaciment històric de Dmanisi
El jaciment històric de Dmanisi (en georgià: დმანისის ნაქალაქარი) és un jaciment històric i arqueològic de Geòrgia, situat al nord del llogaret de Patara Dmanisi, municipi de Dmanisi, a la regió centre-sud de Kvemo Kartli, a uns 85 km al sud-oest de Tbilisi, la capital de Geòrgia.
Situat en un promontori en la confluència dels rius Mashavera i Pinezauri, el jaciment és un museu a l'aire lliure, que conté la catedral de Dmanisi de principis de l'edat mitjana i les ruïnes d'una de les ciutats i centres comercials més importants de la Geòrgia medieval, amb fortificacions, esglésies, cementiris musulmans i cristians, banys i tallers. Un jaciment paleoarqueològic de Dmanisi, desenterrat sota les capes medievals, ha donat un conjunt de fòssils d'homínids, que daten de fa aproximadament 1,85 a 1,75 milions d'anys, una de les primeres proves inequívoques de la presència del gènere Homo fora del continent africà. Van ser descoberts durant unes excavacions entre el 1991 i el 2005.
La catedral de Dmanisi i altres estructures del jaciment van ser inscrites en la llista dels Monuments Culturals destacats de Geòrgia el 2007.

## Història

### Història primerenca i domini musulmà
El jaciment de Dmanisi va ser colonitzat per una de les ciutats més grans i riques de la Geòrgia medieval. El topònim «Dmanisi» és explicat per l'erudit georgià del segle xviii, el príncep Vakhushti, com derivat de l'antic georgià daba, el significat del qual és 'llogaret'.
Dmanisi va sorgir d'un petit assentament prop d'una seu episcopal, amb jurisdicció sobre les valls de Dmaniskhevi (Mashavera) i Ktsia i era ja coneguda entre les sis diòcesis de Kartli al segle vi, com una important ciutat comercial als segles IX-X, quan l'àrea estava sota el govern àrab. Segons les Cròniques georgianes medievals, el comandant del califa Bugha al-Kabir va instal·lar 100 llars de Darialan a Dmanisi durant la seva campanya a Kartli el 853. Al 989, Dmanisi va ser conquerida pel rei armeni David I de Lori, però la ciutat sembla haver tornat al control musulmà. Les Cròniques georgianes fan menció d'un cert Sitlarabi, aparentment el nom de Sayyid al -'Arab, un musulmà de Dmanisi que va ser instal·lat pel rei Bagrat IV de Geòrgia com el seu vassall emir a Tbilisi el 1068. Se sap que un altre «emir de Dmanisi» no identificat va donar suport al comandant seljuq Sau-tegin Sarhang al-Khass, el «Sarang Alkhazi» de les fonts georgianes, contra el rei Jordi II de Geòrgia el 1073.

### Regne de Geòrgia

Catedral de Dmanisi

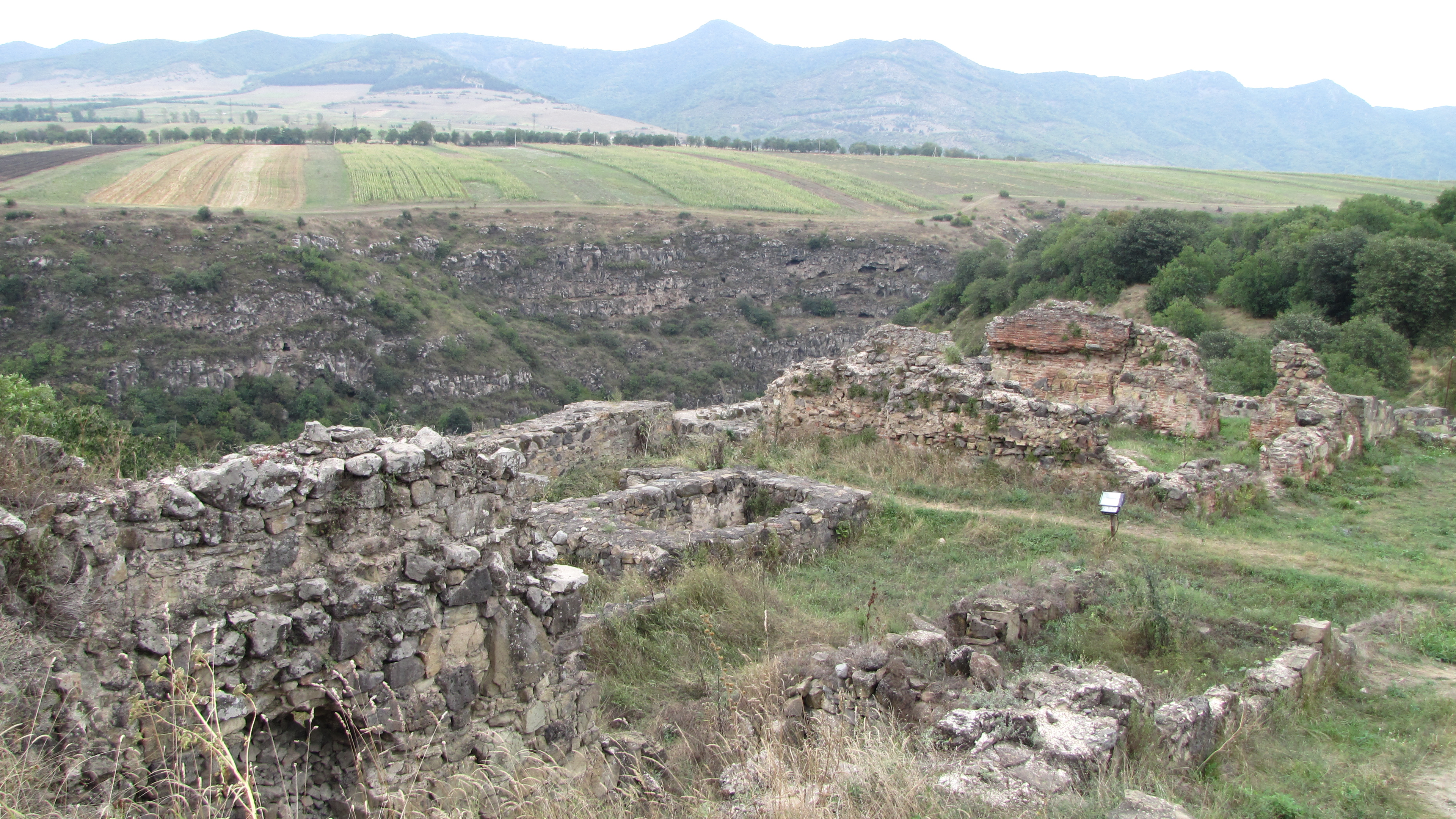
Ruïnes de la muralla

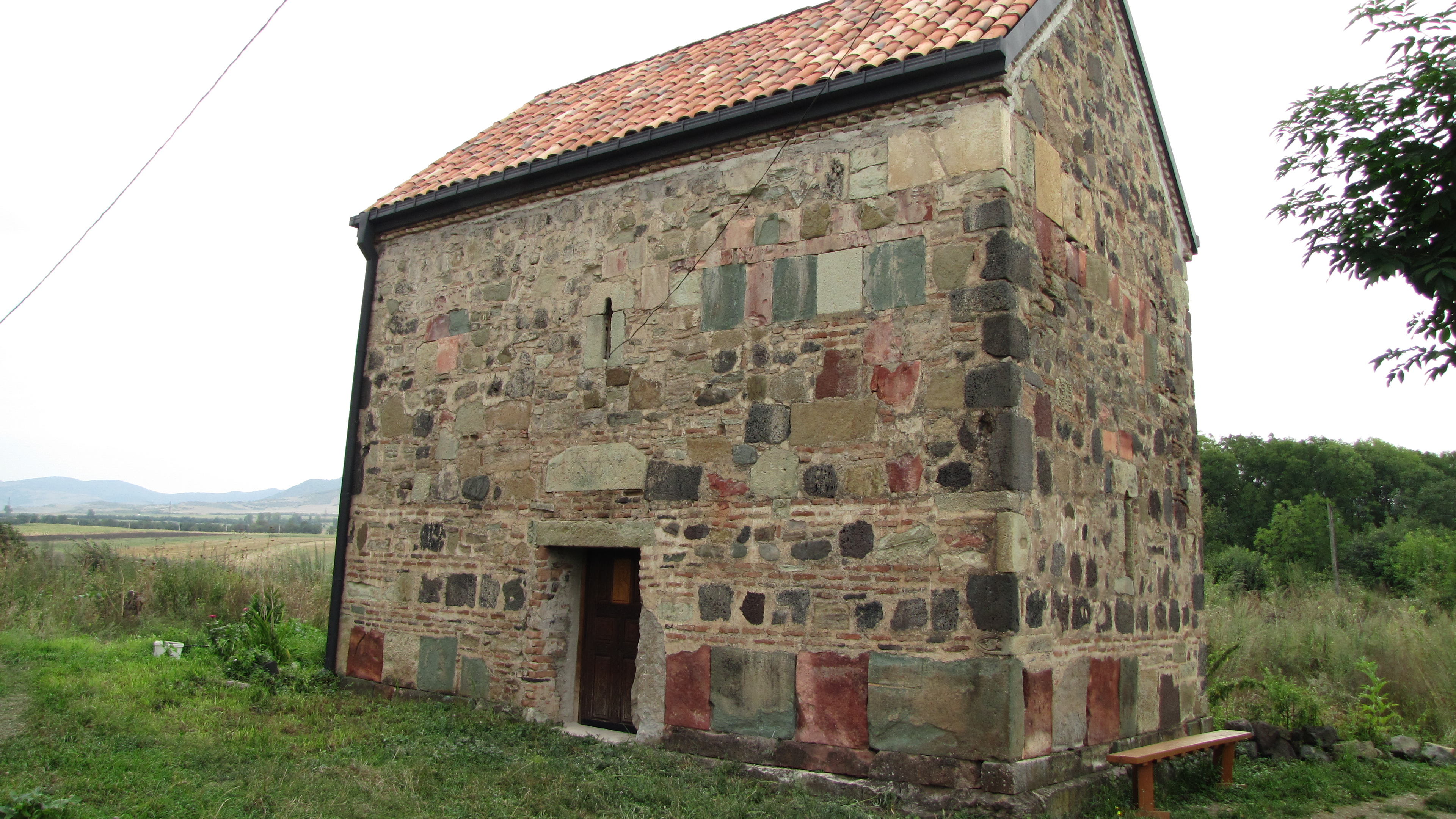
Església de Santa Marina

Amenaçada per la ressurgent monarquia georgiana, l'oligarquia musulmana de Dmanisi es va unir a l'apel·lació de Ganja i Tbilissi al soldà seljuq Mahmud II contra les invasions de David IV de Geòrgia el 1121. David va capturar Dmanisi al març de 1123, però el seu fill Demetri I de Geòrgia va haver de reconquistar la ciutat el 1125. Sota el Regne de Geòrgia, Dmanisi va continuar prosperant; l'artesania i el comerç van florir. Segons Yaqut al-Hamawí, la ciutat va exportar seda. La vibrant història econòmica de Dmanisi s'evidencia en les més de 800 monedes, en la seva majoria estrangeres, que s'han trobat a l'àrea, així com en els artefactes arqueològics com la ceràmica faiença i la xinesa de color verd clar importades, així com la vidriada i la joieria produïdes localment.
La població del Dmanisi medieval era heterogènia. Els musulmans van constituir el grup més gran de la ciutat com l'indica un cementiri considerable, amb les inscripcions àrabs del segle xiii al XIV, que superen numèricament les làpides cristianes georgianes i armènies existents. Alguns musulmans se'n van anar després de la presa de possessió de Geòrgia: un xeic anomenat Sadr ad-Din Hamid b. Ali ad-Damanisi (mort el 1245) va construir una madrassa a Damasc. La posició d'emir ara es va reduir a la d'un funcionari reial designat: una inscripció en pedra de principis del segle xiii en georgià des d'una petita capella en ruïnes a Dmanisi esmenta a Jordi IV de Geòrgia l'emir contemporani de Job, fill de Mikhrik, que havia erigit una creu en pedra en nom de sant Demetri de Tessalònica.
Quan Geòrgia es va convertir en vassall de l'Imperi Mongol, Dmanisi va ser escollit per produir monedes: es va encunyar un tipus de coure a nom de David VI de Geòrgia el 1245. A la dècada de 1270, Demetri II de Geòrgia es va veure obligat a donar Dmanisi i el districte circumdant al seu poderós ministre Sadun, que tenia la confiança dels mongols. El rei David VIII de Geòrgia, en tenir bones relacions amb el kan mongol Baydu, va poder recuperar Dmanisi el 1293, però posteriorment la va perdre davant el seu germà rival, Vakhtang III de Geòrgia, que va ser enterrat a la ciutat a la seva mort el 1308.

### Decadència

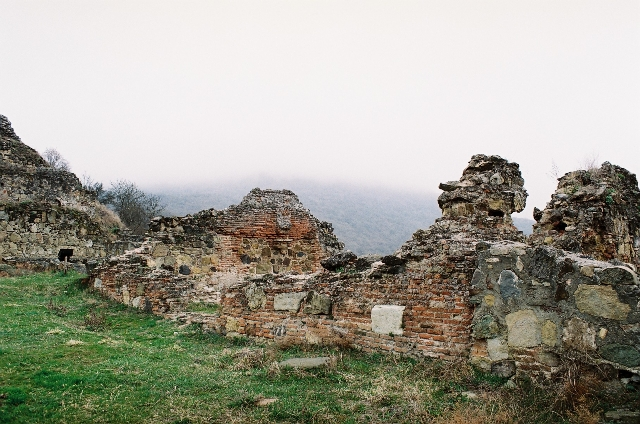
Ruïnes de Dmanisi

Les invasions de Timur a Geòrgia entre 1386 i 1403 van donar fi a l'apogeu de la ciutat de Dmanisi. Al 1486, va ser devastada per un atac de Yaqub bin Uzun Hasan, el governant d'Aq Qoyunlu. Després de la desintegració final del Regne de Geòrgia en la dècada de 1490, es va convertir en part del Regne de Kartli. Dmanisi va ser després atorgada per la corona a la família Barataixvili, les dues línies de la qual van dividir tota la ciutat i els seus locals el 1536. Dmanisi va ser ocupada i refortificada per les tropes otomanes el 1578, però va ser recuperada pel rei Simó I de Kartli el 1583. Després, Dmanisi va ser poc més que un lloc militar de propietat dels Barataixvili. Un renaixement modest de la vida econòmica i eclesiàstica a Dmanisi, aleshores també coneguda com a Dbanisi, a començaments del segle xviii va resultar ser de curta durada. La caiguda de Dmanisi en una guerra renovada i l'anarquia política va ser seguida per la dissolució de la seva seu episcopal a mitjan segle XVIII; l'àrea es va despoblar sobre manera fins que van començar a sorgir nous assentaments rurals al voltant de l'antiga ciutat, que ja era sota el domini imperial rus a començaments del segle xix. L'assentament nou de Bashkicheti va ser a qui se li va tornar a donar el nom de la ciutat històrica de «Dmanisi» l'any 1947.

## Investigacions

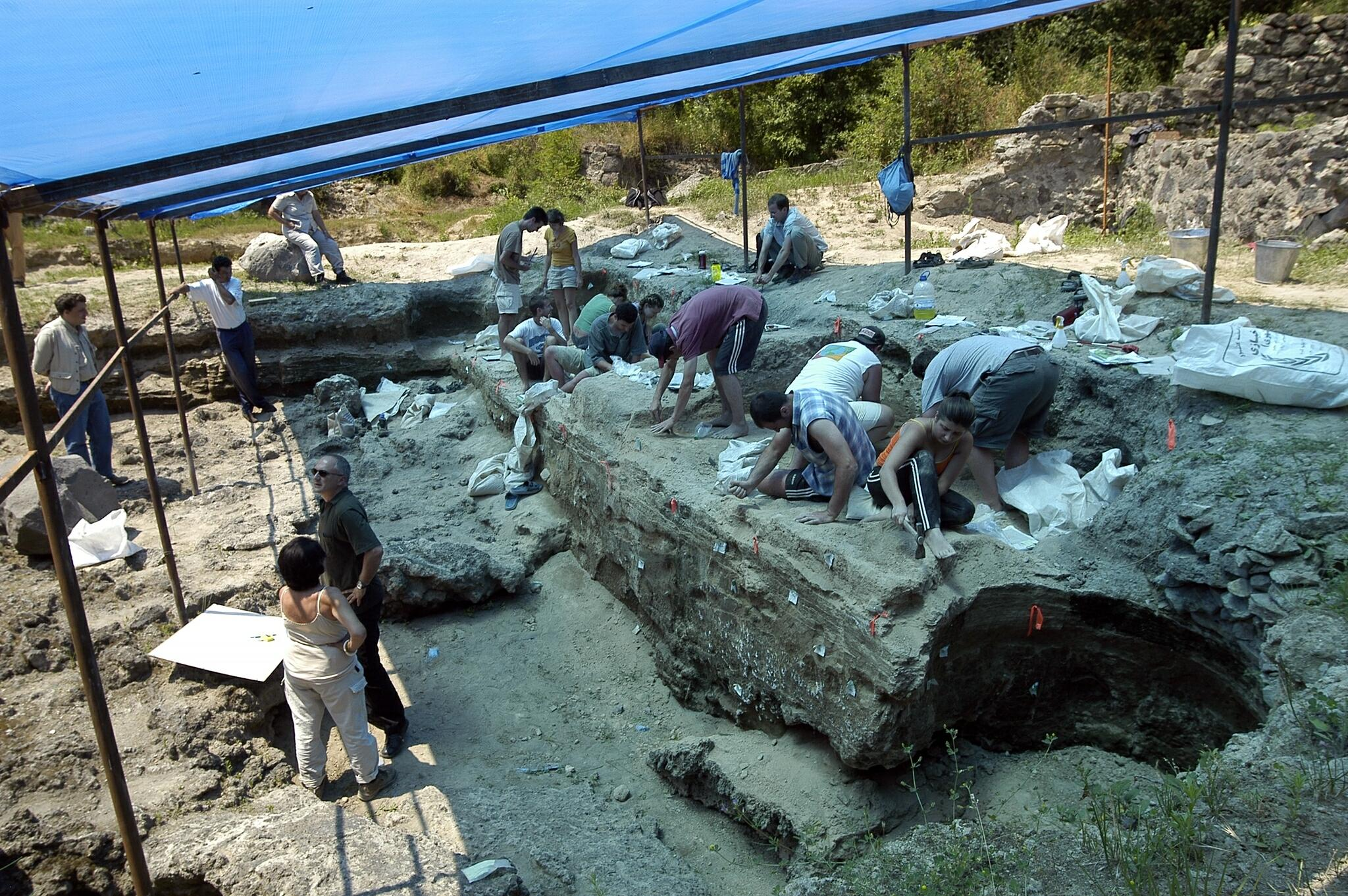
Excavacions arqueològiques del 2007

Al 1853, les ruïnes de Dmanisi van ser visitades i descrites breument pel coronel Ivan Bartolomei i el príncep Dimitri Orbeliani. Algunes de les inscripcions georgianes copiades per aquests van ser publicades per l'erudit francés Marie-Félicité Brosset el 1854. Ekvtime Taqaishvili va supervisar algunes excavacions de la necròpoli de Dmanisi i les inscripcions georgianes van ser reeditades el 1894.
L'exploració arqueològica de les ruïnes va començar el 1936, però les excavacions sistemàtiques no es van portar a terme fins a la dècada de 1980. Durant el procés, es va fer evident que els pous o cellers medievals havien estat excavats en dipòsits de sorra i cendres que contenien ossos d'animals prehistòrics i eines de pedra. Al 1991, es va descobrir una mandíbula i dents humanes que mostraven similituds anatòmiques amb l'homo erectus, seguit de la descoberta històrica d'una sèrie de cranis entre 1991 i 2005. Datats de fa aproximadament 1,85 a 1,75 milions d'anys, aquestes troballes van fer de Dmanisi un dels jaciments humans més antics d'Euràsia. Al 2007, el jaciment d'homínids de Dmanisi es va agregar a la llista provisional del Centre del Patrimoni de la Humanitat de la UNESCO.

## Jaciment

Una moneda de coure del rei David VI de Geòrgia es va editar a Dmanisi el 1245

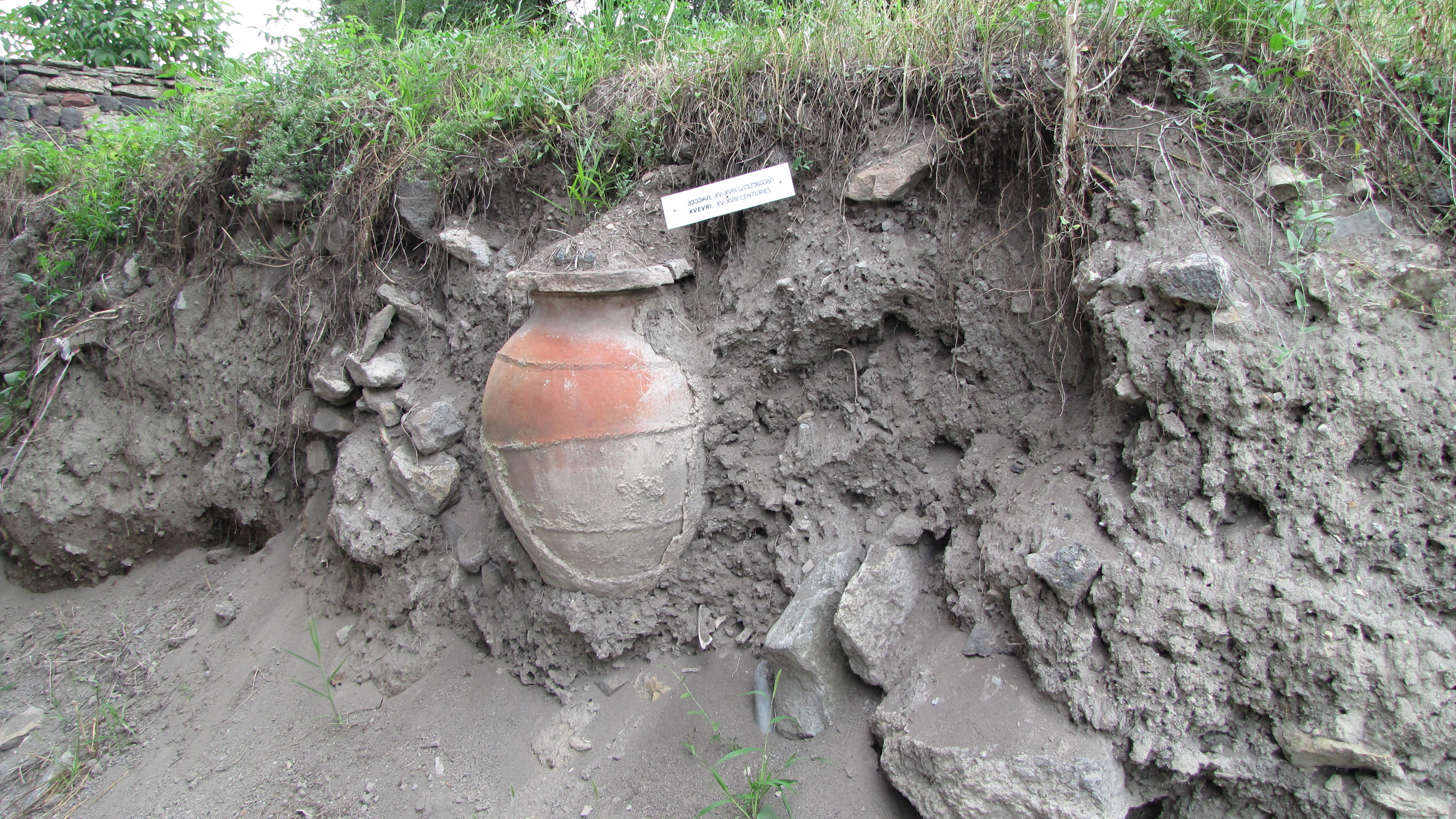
Una gerra de vi, kvevri, enterrada en algun moment entre els segles XV i XVIII

El jaciment històric de Dmanisi consta de dues parts principals que comprenen les restes d'un assentament, les seves fortificacions, esglésies, cementiris i d'altres estructures. Una part n'és el poble pròpiament dit, que ocupa una superfície de 13 ha, en un promontori a la confluència dels rius Mashavera i Pinezauri, i l'altra és un suburbi confrontat, amb una extensió de 12 ha al llarg del riu Pinezauri.

### Ciutat
La ciutat va ser defensada per una muralla de basalt, formant una gran muralla i fortificada amb contraforts, a l'est i per la vall de la Mashavera al nord i nord-oest, que arriba fins als 90 metres de profunditat. La part sud del promontori estava ocupada per una ciutadella d'uns 3.250 metres quadrats. Estava situada dintre de la muralla, separada de la ciutat per una muralla especial que conté l'única porta. La ciutadella contenia un palau, una casa de banys i altres estructures. A l'oest, un túnel clandestí de 200 m de longitud, conservat en gran part fins als nostres dies, conduïa al riu Mashavera.
Una carretera des del sud entrava a la ciutat per una porta. La seva continuació i carrers dins de la ciutat eren d'uns 2,5 metres d'amplada, pavimentats amb grans lloses de pedra, i vorejats per un mur baix de pedra. Al centre de la ciutat en ruïnes, just sota l'alcassaba, es troba l'església catedral de Dmanisi, una basílica de principis de l'edat mitjana amb una nau de tres costats, una absis, i un nàrtex ricament adornat que es va afegir a començaments del segle xiii. Al nord, hi ha una petita església d'una única nau, dedicada a santa Marina, reconstruïda el 1702, segons revela una inscripció georgiana sobre el seu portal meridional. Més al nord-est, hi ha ruïnes d'altres dues petites esglésies, que contenen pedres amb inscripcions armènies.

### Suburbi
El suburbi estava situat al sud de la ciutat. Contenia un extens cementiri dels segles XII-XIV, gairebé tan gran com la mateixa ciutat, compost per seccions cristianes -georgianes i armènies- i d'altres més grans, musulmanes. Ruïnes d'una petita església d'una sola nau sobreviuen al cementiri cristià. Al llarg de la riba dreta del Pinezauri, hi ha ruïnes de tres cases de banys.

### Museu
El jaciment de Dmanisi és un museu a l'aire lliure, administrat com a part del Museu Nacional de Geòrgia com a Museu-Reserva Històrica i Arquitectònica de Dmanisi. El museu també conté una sala d'exposicions amb més de 2.300 peces. El museu de Dmanisi funciona per temporades, de maig a octubre.